# Alfred Renard
Pour les articles homonymes, voir Renard (homonymie).
Alfred Renard (Anderlecht, 21 avril 1895 - Woluwé-Saint-Lambert, 20 juin 1988) est une figure éminente de l’industrie aéronautique belge.

## Biographie
Alfred Renard est né le 21 avril 1895 en Belgique, dans la commune bruxelloise d'Anderlecht. Très jeune, guidé en cela par les cerfs-volants réalisés par son père, il se révèle un habile technicien en installant électricité et téléphone dans la ferme d’un de ses oncles. En 1912, le constructeur automobile Peugeot lance le Prix Peugeot, doté de 10 000 francs, destiné à récompenser le cycliste parvenant à l’aide de sa seule force musculaire à effectuer 2 ‘vols’ de 10 m.
Aidé de son frère Georges, Alfred Renard se lance dans la construction d’un engin de sa conception, une bicyclette à laquelle sont ajoutés une hélice de leur conception et une aile entoilée se déployant au moyen d’un levier une fois la bonne vitesse atteinte. Ils ne parviendront pas à faire voler cette machine tandis que Poulain réussit et remporta le Prix.
Durant la Première Guerre mondiale les deux frères confectionnent des pièces mécaniques pour un artisan de Bruxelles avec un tour à pédales qu’ils ont acheté et fabriquent des moteurs dans le grenier familial transformé en atelier. Ils tentent même de construire un dirigeable de 5 m de long dont l’enveloppe est gonflée à l’air… leurs parents s’opposant à l’utilisation de gaz, jugé trop dangereux.
Étudiant à la Faculté des Sciences Appliquées de l’Université libre de Bruxelles, Alfred Renard est contraint de suspendre ses études d'ingénieur pendant la Première Guerre mondiale alors que l'aviation prend un formidable essor. C'est finalement en 1920 qu'il obtiendra son diplôme d’ingénieur civil des constructions et une Licence d’aéronautique.
Alors qu’il effectue son service militaire au service cartographique de l’Armée, dessinant des plans d’aérodromes de l'Armée, il retrouve un de ses professeurs, Émile Allard. Chef du Service technique de l’Aviation (STA), Allard vient de créer le Laboratoire aérotechnique de Belgique devenu, en 1956, Institut von Karman de dynamique des fluides. Ensemble Allard et Renard vont travailler à la construction de ce tunnel aérodynamique (soufflerie) de Rhode-Saint-Genèse (Bruxelles), effectuant plusieurs voyages à Paris pour rencontrer Gustave Eiffel. Les deux hommes dessinent également un monoplan entièrement métallique qui sera construit par la société ACAZ (également dénommée ZACCO en flamand), l’ACAZ T-2. Cet avion fut fabriqué par les Ataliers de constructions aéronautiques de Zeebrugge. Cette formule à conduite intérieure n'eut guère de succès dans les années 1920.
Engagé par le professeur Émile Allard au sein du Service Technique, c'est le sous-officier Maurice Boel, qui fut lui-même chef du personnel au sol dans l'escadrille où Stampe et Vertongen étaient moniteurs, qui fit part à Alfred Renard des idées qui passionnaient Jean Stampe, à savoir la création d'une école de pilotage et la fabrication d'un avion robuste de début. C'est ainsi qu'Alfred Renard rencontra Jean Stampe. Maurice Vertongen, qui s'était recyclé comme agent de change après la guerre, commandita l'entreprise dont le premier avion RSV fut immatriculé O-BOEL. À la suite d'accords passés avec Jean Stampe et Maurice Vertongen, Alfred Renard va ensuite, tout en conservant son poste d’ingénieur principal au STA au ministère de la Défense nationale, dessiner des avions d’école qui seront construits par Stampe et Vertongen sous la désignation RSV-….

## Renard Constructions aéronautiques
En avril 1925 Alfred Renard fonde la Société anonyme des avions et moteurs Renard, sise au no 598 de la chaussée de Louvain à Bruxelles. Cette firme étudiait et fabriquait des moteurs de 100, 120 et 240 chevaux dont certains équipent l'Aviation militaire belge. Le moteur Renard fut vendu aux États-Unis ainsi qu'en Pologne et le premier hélicoptère belge de  l'ingénieur Nicolas Florine — un hélicoptère à deux rotors en tandem dont le premier vol intervient le 12 avril 1933 — fut équipé d'un moteur Renard de 240 chevaux dans sa deuxième version.
La firme devient en 1928 Renard Constructions aéronautiques quand son frère Georges le rejoint.
En 1938 est construit le prototype du trimoteur Renard R35, premier avion stratosphérique à cabine pressurisée. Un accident qui survient lors de la présentation à la presse interrompt le processus de la commande militaire qui était espérée. La société construit plusieurs prototypes de chasseurs et de chasseurs bombardiers dont le Renard R31, appareil de reconnaissance et d'attaque est utilisé par l'armée belge durant les combats de 1940. Le Renard R38 équipé de mitrailleuses et de bombes de la FN et qui atteignait une pointe de 430 km/h était, à son époque, à l'avant garde dans sa catégorie, mais la guerre empêcha sa fabrication.
La Seconde Guerre mondiale met fin provisoirement aux activités de l'entreprise.
Passé dans la clandestinité durant la guerre, en 1945 Alfred Renard est conseiller technique à la SNCB, pour laquelle il étudie des automotrices en alliage léger. En 1947 il s’associe avec Jean Stampe, avec lequel il est toujours resté en bons termes depuis leur première association après la première guerre mondiale, devenant administrateur délégué de la société Stampe & Renard jusqu’en janvier 1970, date de la dissolution de la société. Outre la fabrication des Stampe SV-4b modernisation des Stampe d'avant-guerre utilisés en Belgique et en France comme avions d'écolage et de voltige, la société  travaille à la conception d’hélices, au développement du Stampe & Renard SR-7 et participe au projet Stampe & Renard SR-45.
Alfred Renard décède le 20 juin 1988 à Woluwé-Saint-Lambert, victime d’un accident de la circulation.